# Пілава-Гурна
Піла́ва-Гу́рна (пол. Piława Górna, нім. Peilau) — місто в південно-західній Польщі, на річці Пілава.
Належить до Дзержонювського повіту Нижньосілезького воєводства.

## Демографія
Демографічна структура станом на 31 березня 2011 року:
|          | Загалом | Допрацездатний вік | Працездатний вік | Постпрацездатний вік |
| -------- | ------- | ------------------ | ---------------- | -------------------- |
| Чоловіки | 3257    | 637                | 2324             | 296                  |
| Жінки    | 3548    | 652                | 2089             | 807                  |
| Разом    | 6805    | 1289               | 4413             | 1103                 |